# (6789) Milkey
(6789) Milkey est un astéroïde de la ceinture principale.

## Description
(6789) Milkey est un astéroïde de la ceinture principale. Il fut découvert le 4 septembre 1991 à l'observatoire Palomar par Eleanor Francis Helin. Il présente une orbite caractérisée par un demi-grand axe de 2,34 UA, une excentricité de 0,14 et une inclinaison de 6,2° par rapport à l'écliptique.

## Compléments